# كانديس كاميرون بور
كانديس هيلاني كاميرون بور (بالإنجليزية: Candace Helaine Cameron Bure)‏ وهي ممثلة وعارضة أزياء ومنتجة وكاتبة أمريكية ولدت في يوم 6 أبريل 1976 في مدينة لوس أنجلوس في كاليفورنيا في الولايات المتحدة، مثلت دور تانر في مسلسل فول هاوس وهي شقيقة الممثل والمبشر الإنجيلي كيرك كاميرون وزوجة لاعب الهوكي الروسي السابق فاليري بور.

## وصلات خارجية
- الموقع الرسمي
- كانديس كاميرون بور على موقع IMDb (الإنجليزية)
- كانديس كاميرون بور على موقع ميتاكريتيك (الإنجليزية)
- كانديس كاميرون بور على موقع روتن توميتوز (الإنجليزية)
- كانديس كاميرون بور على موقع قاعدة بيانات الأفلام العربية
- كانديس كاميرون بور على موقع ألو سيني (الفرنسية)
- كانديس كاميرون بور على موقع تيرنر كلاسيك موفيز (الإنجليزية)
- كانديس كاميرون بور على موقع أول موفي (الإنجليزية)
- كانديس كاميرون بور على موقع قاعدة بيانات الأفلام السويدية (السويدية)
- كانديس كاميرون بور على موقع إن إن دي بي (الإنجليزية)
- كانديس كاميرون بور على موقع قاعدة بيانات الفيلم (الإنجليزية)
- Candace Cameron Bure at تي في.كوم
- Candace's Page